# Henrique Berenhauser
Henrique Berenhauser (Florianópolis, 23 de agosto de 1909 — 26 de setembro de 1995) foi um comerciante de tecidos e conservacionista brasileiro. 

## Biografia
Nasceu em Florianópolis, (SC) aos 23 dias de agosto de 1909. Filho de Carlos Berenhauser e Elfriede Berenhauser (nascida Busch).
Aos 30 anos, formou-se em Direito pela Faculdade de Direito de Florianópolis (atual Centro de Ciências Jurídicas da Universidade Federal de Santa Catarina) sem ter exercido a profissão.
Foi o formador do que é hoje o Parque Florestal do Rio Vermelho, inicialmente nomeado de Estação Florestal do Rio Vermelho criada pelo Decreto 2.006 de 21 de setembro de 1962, onde exerceu os cargos de Diretor de 21 de setembro de 1962 a 31 de dezembro de 1974.

## Dedicação
Sua notoriedade deve-se a defesa árdua do Parque contra maus políticos, que em inúmeras vezes, tentaram grilar a suas terras e a defesa dos pinheiros americanos ali plantados.
A área onde hoje existe o Parque era vegetada pela Floresta Atlântica de Restinga, mas devido à sobre-exploração para obtenção de lenha, uso como pastagem, e os incêndios constantes, foi quase que totalmente destruída.
A quebra da proteção natural, contra os ventos vindos do mar, que era feita pela vegetação nativa, desencadeou a desertificação daquela área e imensos volumes de areia começaram a ser deslocado em direção à Lagoa da Conceição, um dos monumentos paisagísticos mais queridos da Ilha de Santa Catarina, e para o norte até a praia dos Ingleses. A Associação Rural de Florianópolis, através do seu presidente Henrique Berenhauser, sensibilizou as autoridades do Estado de Santa Catarina sobre a necessidade de vegetar a restinga para barrar o crescente processo de erosão que ali ocorria. Através de um convênio firmado entre a Associação Rural de Florianópolis e a Secretaria de Agricultura, Henrique Berenhauser, sem ônus para os cofres públicos, com a ajuda de 20 apenados e 20 trabalhadores diaristas e funcionários da Secretaria de Agricultura do Estado, em um pouco mais de 12 anos, reflorestou cerca de 700 hectares, implantou um camping, abriu 40Km de drenos, construíu uma sede administrativa e instalações de apoio ao Parque.
Henrique Berenhauser viajou pelo mundo afora a procura de plantas e tecnologias que pudesse aplicar na formação do Parque. Formou uma rede de colaboradores na Austrália, Canadá, Estados Unidos, América Central, África, Sudeste Asiático e Japão que lhe mandaram sementes e bibliografia. Proferiu palestras sobre seus sucessos e fracassos em diversas partes do mundo, escreveu mais de 100 artigos em jornais e revistas do Brasil e do Exterior, gerou experiências sobre a re-vegetação de áreas de restinga e fixação de dunas sendo a de maior sucesso a de cobrir o solo com expressiva camada de junco para evitar a ação abrasiva da areia, quando movida pelo vento, e posterior plantio do pinheiro-americano (Pinus elliottii Engelm.) Planta capaz de crescer nas dunas graças à associação biológica com micorrizas. O pinheiro-americano, ao se estabelecer, diminuiu a velocidade dos ventos e formou uma liteira onde foi possível voltar a crescer outras espécies. Henrique Berenhauser usou exaustivamente esta técnica para circundar os reminiscentes revestimentos florísticos das matas de restinga, em vias de serem consumidos pelo processo de desertificação.

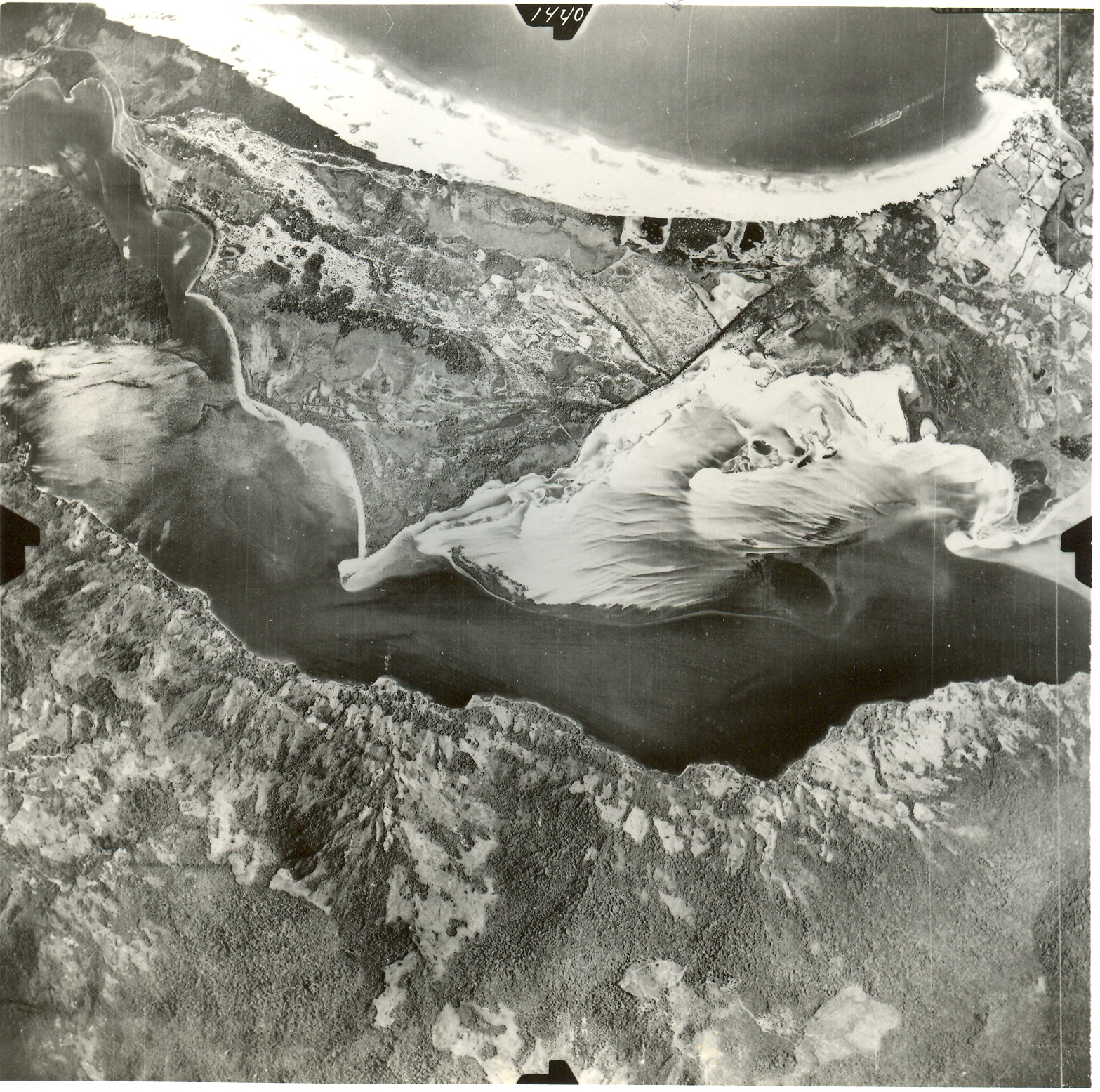
Foto aérea, tirada em 1957, da área do atual Parque Florestal do Rio Vermelho antes da sua formação
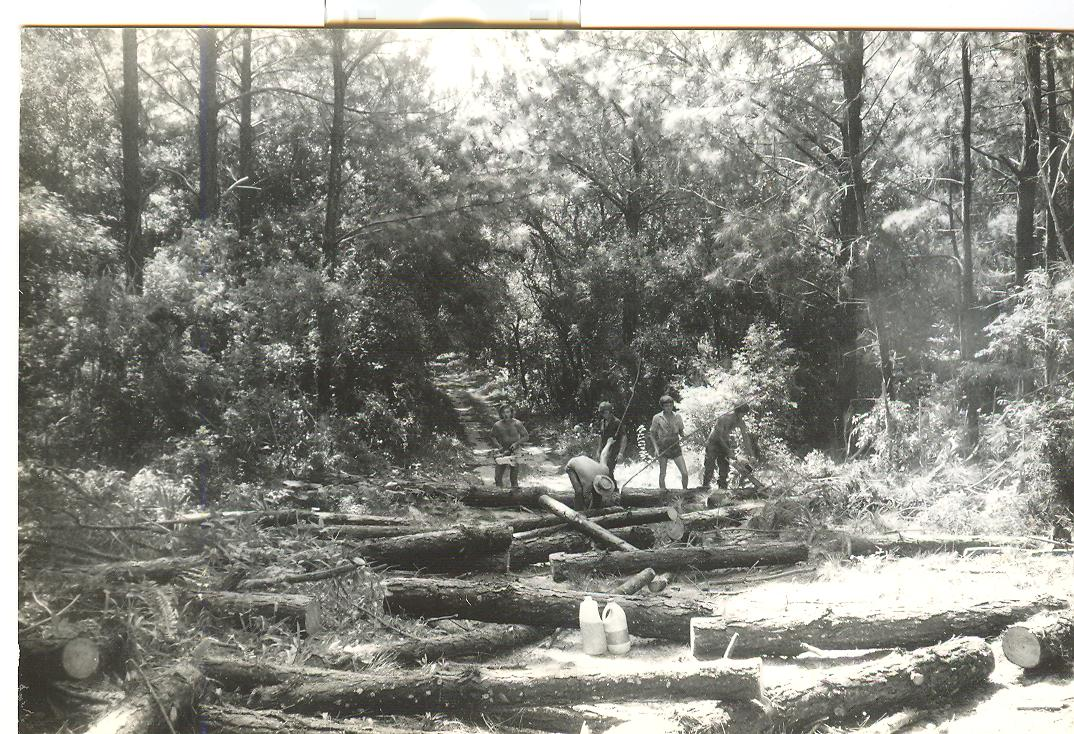
Pinheiros esparçados sendo madeirados. Notar a formação de um sub-bosque com espécies advindas de regeneração natural
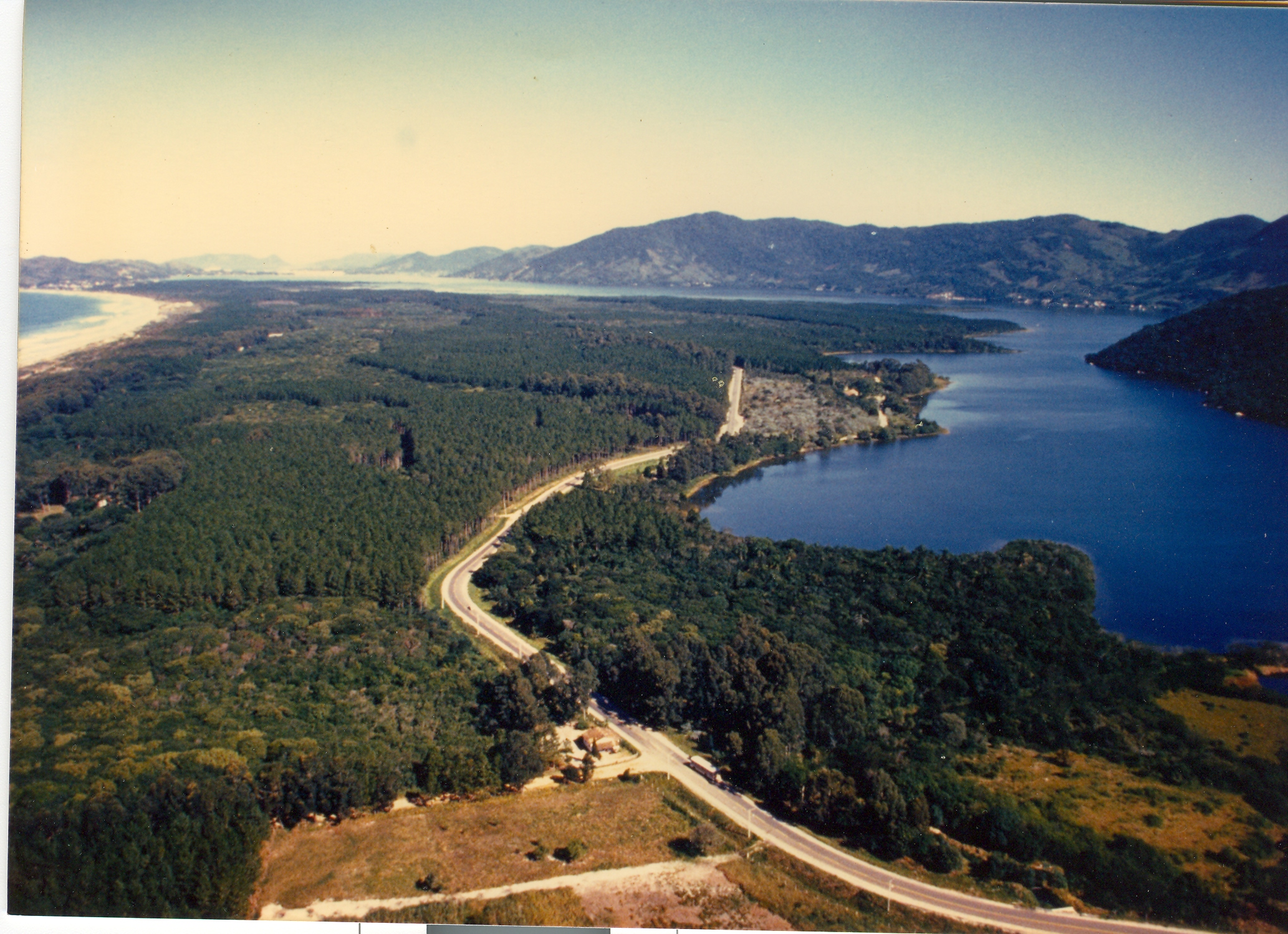
Vegetação nativa circundada pelos pinheiros que proporcionam proteção contra ventos fortes e corrosão da areia quando em movimento

Durante os anos que esteve à frente do Parque, procurou compreender o funcionamento de florestas e como interromper, com o uso delas, os processos de desertificação. Nesta empreitada reuniu mais de 2000 itens entre referências bibliográficas, fotos sobre a formação do Parque, recortes de jornais, revistas, cartas e separatas. Essa documentação encontra-se depositada no Arquivo Público do Estado de Santa Catarina, como legado cultural, histórico e técnico.
A Lagoa da Conceição, e os bairros do Rio Vermelho e Barra da Lagoa, na topografia hoje encontrados, é atribuída a fixação das dunas promovida pelo plantio dos pinheiros-americanos no Parque.
Foi um grande incetivador do plantio de árvores madeiráveis no estado de Santa Catarina. Deixou no Parque uma coleção de Pinheiros madeiráveis de diversas partes do mundo, dois experimento de competição (um com de 13 variedades de elite de P. elliotti e outro com 4 espécies de pinheiros, ambos não avaliados até o momento), uma coleção de plantas, exóticas e da biota local, capazes de crescer em locais com severas restrições ambientais, como as dunas e áreas salinizadas, promissor banco genético que poderão  ainda servir muito à economia florestal, recuperação de áreas degradas e a proteção de dunas da costa brasileira, uma preocupação crescente frente ao incremento de ventos fortes e até furacões que passaram a aumentar de freqüência, em particular na costa Catarinense.
Exerceu ainda os cargos de Presidente da Associação Rural de Florianópolis e de Sociedade Orquidófila de Florianópolis.

## Representação na cultura
Através da Lei estadual n. 10021, de 26 de dezembro de 1995, o Parque passou a ser chamado de Henrique Berenhauser, nome que não chegou a ser adotado na prática.